# Pakin

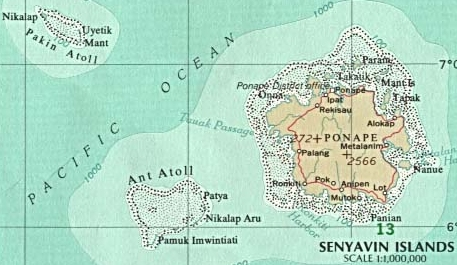
Atóis de Pakin e Ant, e ilha de Pohnpei

O Atol Pakin é um pequeno atol situado a noroeste da ilha de Pohnpei, nos Estados Federados da Micronésia. A par do vizinho atol de Ant, aquelas ilhas formam o arquipélago de Senyavin.
Pakin tem cerca de 150 habitantes, servidos por uma única igreja e escola elementar. O atol é popular entre os turistas amantes do mergulho.